# Beatrice Isabel de Borbón y Battenberg

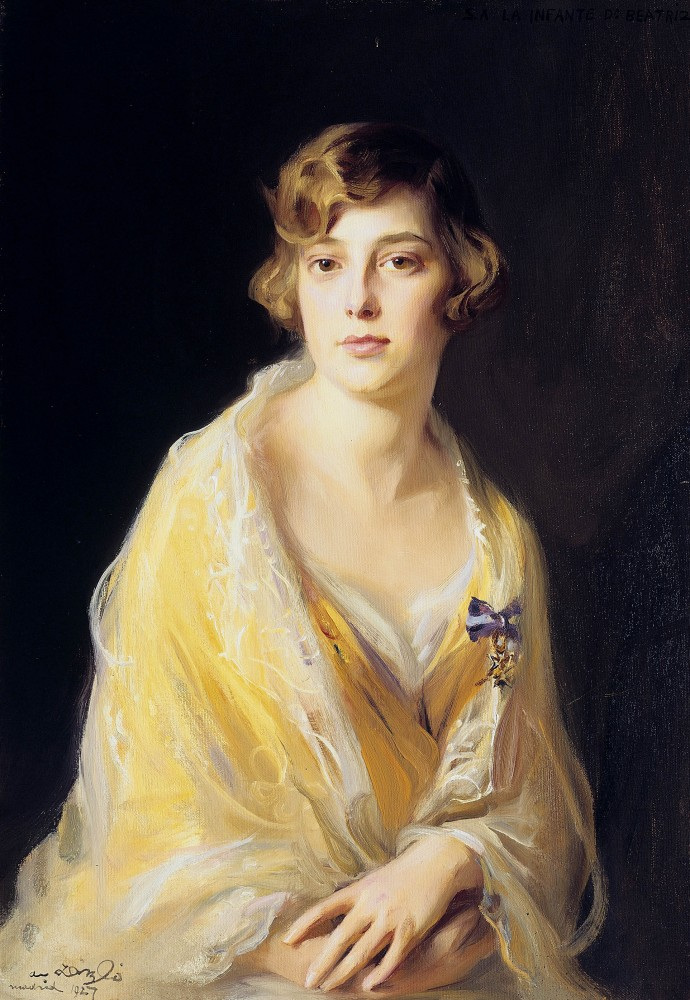
Beatrice Isabel de Borbón y Battenberg (Porträt von Philip Alexius de László, 1927)

Beatriz Isabel de Borbón y Battenberg, vollständiger Name Beatriz Isabel Federica Alfonsa Eugenia Christina Maria Teresa Bienvenida Ladisláa de Borbón y Battenberg (* 22. Juni 1909 im Palacio Real La Granja de San Ildefonso in Madrid; † 22. November 2002 in Rom) war Infantin von Spanien und Tante des spanischen Königs Juan Carlos I.

## Leben

### Kindheit
Beatriz Isabel war die älteste Tochter des spanischen Königs Alfons XIII. (1886–1941) und seiner Frau Victoria Eugénie von Battenberg (1887–1969), Tochter von Heinrich Moritz von Battenberg und Beatrice von Großbritannien und Irland. Ihre Großeltern väterlicherseits waren König Alfons XII. und seine zweite Frau Maria Christina von Österreich. Ihre Namen Beatriz erhielt sie zu Ehren der Großmutter mütterlicherseits und Isabel nach Prinzessin Isabella von Spanien.

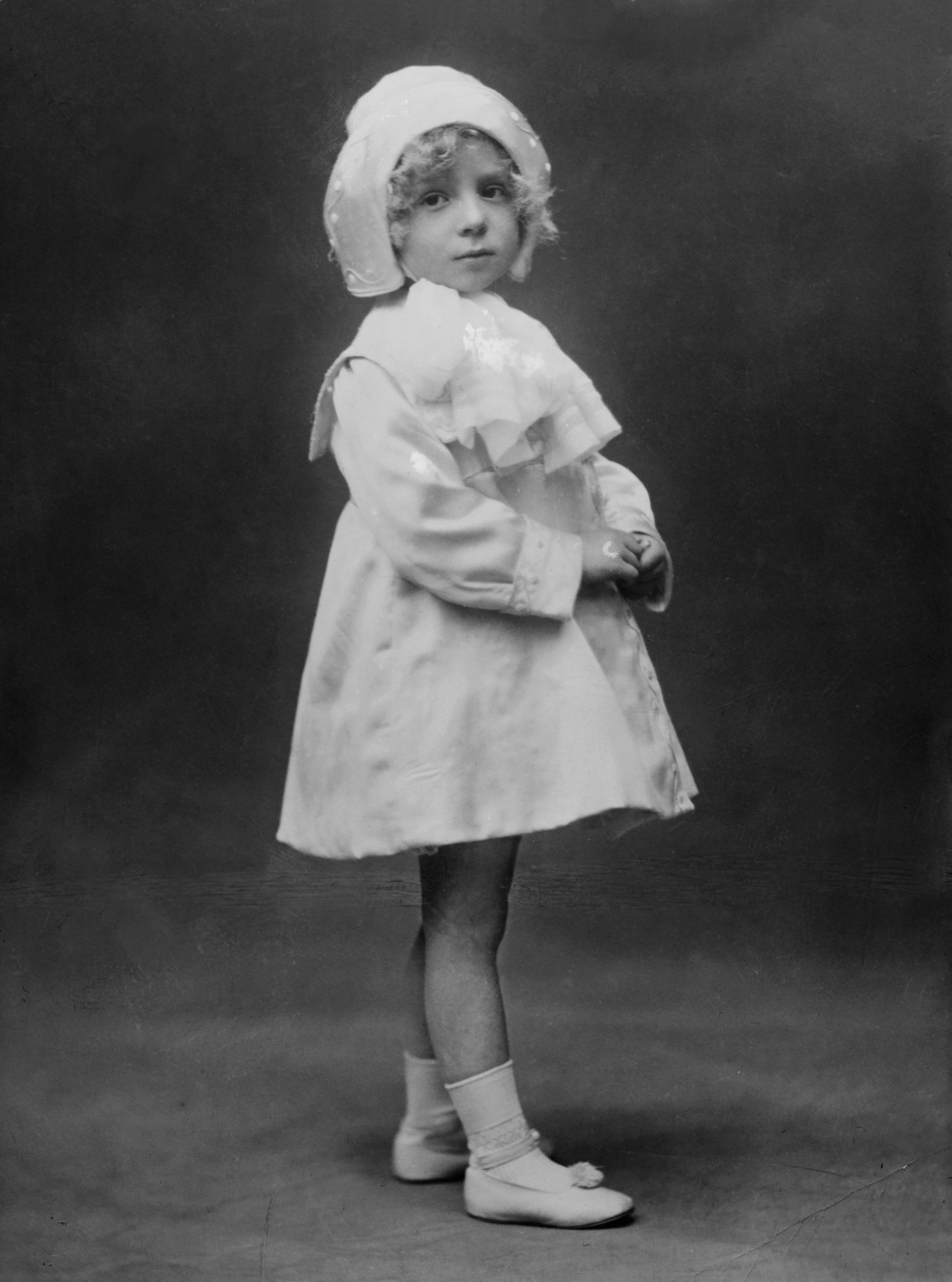
Infanta Beatriz Isabel als kleines Mädchen (1912)

Sie und ihre zwei Jahre jüngere Schwester Maria Christina wurden von einem englischen Kindermädchen erzogen. Beatriz Isabel lernte neben ihrer Muttersprache Spanisch, auch Englisch und Französisch. Außerdem erhielt sie Unterricht in Geschichte, Religion, Klavier spielen, Tanzen und Reiten. Beatriz Isabel spielte gerne Tennis und galt als herausragende Schwimmerin. Zusammen mit ihrer Schwester reiste sie oft nach England, um ihre Familie, besonders ihre Großmutter Prinzessin Beatrice, im Kensington Palace zu besuchen.

### Erwachsenenalter und Leben im Exil
Beatrice hatte eine Liaison mit ihrem Cousin zweiten Grades Alvaro d'Orleans-Bourbon (1910–1997), dem ältesten Sohn von Beatrice von Sachsen-Coburg und Gotha und Prinz Alfonso d’Orléans-Bourbon. Eine Ehe kam jedoch nicht zustande, da beide Überträger der Erbkrankheit Hämophilie (Bluterkrankheit) waren. Die Trennung erfolgte 1931. Am 14. April 1931 wurde in Spanien die Republik ausgerufen, und ihr Vater, König Alfons XIII., ging noch am selben Tag ohne formelle Abdankung ins Exil. Die königliche Familie ging zuerst nach Paris und kurz darauf nach Fontainebleau. Die Ehe ihrer Eltern galt als unglücklich. Ihr Vater hatte verschiedene Affären und auch mehrere außereheliche Kinder. Ab 1933 lebten die Eltern getrennt, und Alfons zog mit seinen Töchtern, Infantin Beatriz Isabel und Infantin Maria Christina, sowie mit seinen Söhnen, Infant Juan und Infant Gonzalo, nach Rom.
Im August 1934 verbrachte Infantin Isabel zusammen mit ihrer Familie die Sommerferien in der Villa des Grafen Ladislaus Hoyos in Pörtschach am Wörther See. Am Abend des 11. August war sie zusammen mit ihrem Bruder in einem Auto, das sie steuerte, von Klagenfurt nach Pörtschach unterwegs. In der Nähe von Krumpendorf am Wörthersee musste Isabel einem Radfahrer ausweichen und fuhr mit dem Auto gegen eine Mauer. Weder sie noch Gonzalo schienen verletzt zu sein, doch wenige Stunden später stellten Ärzte bei Gonzalo schwere Bauchblutungen fest, an denen er zwei Tage später im Alter von 19 Jahren starb. Infant Gonzalo wurde danach auf dem Friedhof von Pörtschach bestattet, sein Leichnam 1985 nach Real Sitio de San Lorenzo de El Escorial umgebettet, wo er seither in Kapelle 2 des Pantheon der Infanten ruht.

### Familiengründung

Allianzwappen Beatrice Isabels (Torlonia-Borbón)

Am 14. Januar 1935 heiratete Beatriz Isabel in Rom Don Alessandro Torlonia, 5. Principe di Civitella-Cesi (1911–1986), Sohn des Bankiers Fürst Marino Torlonia und seiner Frau Mary Elsie Moore, einer amerikanischen Industriellenerbin. Nach der kirchlichen Zeremonie wurde das Brautpaar von Papst Pius XI. empfangen. Aus der Ehe gingen vier Kinder hervor:
- Sandra Vittoria (1936–2014) ⚭ 1958 Graf Clemente Lecquio di Assaba (1925–1971)
- Marco Alfonso (1937–2014)

⚭ 1960 Orsetta Caracciolo di Castagneto (1940–1968)
⚭ 1968–1975 Philippa Catherine McDonald (* 1942)
⚭ 1985 Blažena Anna Helena Svitáková (* 1940)
- Marino Riccardo Franceso Maria Giuseppe (1939–1995)
- Olimpia Emanuela Enrichetta Maria (* 1943) ⚭ 1965 Paul-Annik Weiller (* 1933)

Ihr Mann, Alessandro Torlonia, war ein Großonkel der amerikanischen Film- und Fernsehschauspielerin Brooke Shields.
Am 22. November 2002 verstarb Beatriz Isabel im Alter von 93 Jahren im Palazzo Núñez-Torlonia in Rom. 